# Walther Müller-Jentsch

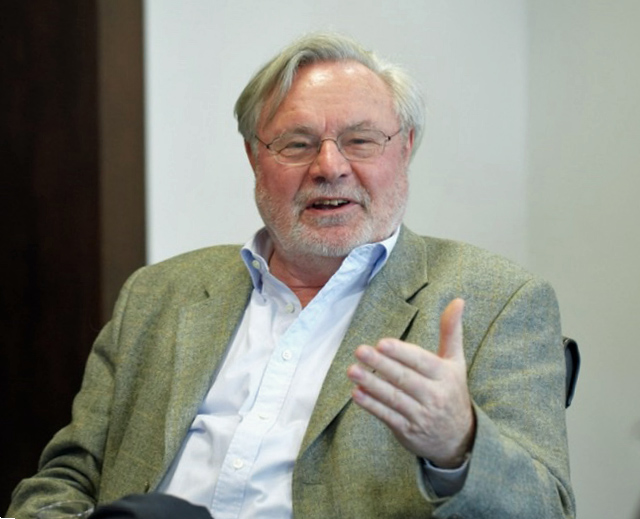
Walther Müller-Jentsch (2012)

Walther Müller-Jentsch (* 28. November 1935 in Düsseldorf; † 19. Februar 2025 in Düsseldorf) war ein deutscher Wirtschafts- und Sozialwissenschaftler.

## Leben und Wirken
Müller-Jentsch erwarb nach Ausbildung und mehrjähriger Berufstätigkeit als Industriekaufmann und später als freier Journalist über den Zweiten Bildungsweg am Hessenkolleg (1961–1963) in Frankfurt am Main die Hochschulreife. Er studierte ab 1963 Soziologie, Politikwissenschaft und Nationalökonomie an der Universität Frankfurt am Main und Industrial Relations an der London School of Economics and Political Science (L.S.E.). Seine Lehrer waren Theodor W. Adorno, Jürgen Habermas und – an der L.S.E. – Ralph Miliband. Während seiner Studienzeit war er Mitglied im Sozialistischen Deutschen Studentenbund (SDS).
Nach Abschluss seines Studiums als Diplom-Soziologe war er von 1969 bis 1981 wissenschaftlicher Mitarbeiter am Frankfurter Institut für Sozialforschung. Er war an industrie- und gewerkschaftssoziologischen Forschungsprojekten beteiligt, unter anderem maßgeblich an der Studie Gewerkschaften in der Bundesrepublik. Nachdem er in den Gewerkschaften zeitweise kein Potential mehr für grundlegende gesellschaftliche Veränderungen gesehen hatte, sondern nur noch die Funktion eines partikularen Interessenverbandes, ähnlich dem ADAC, verstand er sie später als wichtige reformerische Bewegung zur Mit- und Ausgestaltung der Sozialen Marktwirtschaft.
1982 wurde er als Professor für Sozialwissenschaft an die Universität Paderborn berufen. 1990 lud ihn die University of Warwick in Großbritannien als Leverhulme Visiting Professor für Europäische Industrielle Beziehungen ein. Ab 1992 lehrte er als Professor für Soziologie mit dem Lehrstuhl für Organisation und Mitbestimmung in der Fakultät für Sozialwissenschaft an der Ruhr-Universität Bochum. 2001 wurde er emeritiert. Seine Arbeits- und Forschungsschwerpunkte sind Industriesoziologie, speziell Industrielle Beziehungen, Soziologie der Gewerkschaften, Organisationssoziologie sowie die Kunst- und Literatursoziologie.
Zur Erforschung der Industriellen Beziehungen lieferte er grundlegende theoretische und empirische Beiträge. Unter anderem führte er die Begriffe Co-Management und Konfliktpartnerschaft in die wissenschaftliche Diskussion über Arbeitsbeziehungen ein. Während seines Studiums an der London School of Economics (1966/67), eines einjährigen Forschungsaufenthalts an der Industrial Relations Research Unit der University of Warwick (1980/81) sowie seiner Gastprofessur an der gleichen Universität (1990) machte er sich mit der britischen Tradition der Industrial Relations vertraut und suchte die kollegiale Kooperation mit führenden Fachvertretern dieser Disziplin (Hugh Clegg, George Bain, Richard Hyman). Mit diesem Fundus verfasste er das erste deutschsprachige Lehrbuch über die Industriellen Beziehungen: Soziologie der Industriellen Beziehungen. Neben dem Lehrbuch veröffentlichte er zahlreiche Aufsätze zu diesem Themenbereich in zwei Sammelbänden. In der späten Phase seiner Lehrtätigkeit und nach seiner Emeritierung widmete er sich verstärkt der Kunstsoziologie und veröffentlichte mit der Publikation Die Kunst in der Gesellschaft eine „systematische Darstellung des Kunstsystems mit seinen Komponenten und Institutionen“. In einem zweiten Band mit kunst- und literatursoziologischen Aufsätzen – Adorno und Andere – griff er Themen und Motive seines frühen Lehrers auf und setzt sich zudem mit dem Kunstverständnis Max Webers, Pierre Bourdieus und Herbert Marcuses auseinander.
Müller-Jentsch war Alleinherausgeber der Schriftenreihe Industrielle Beziehungen und, zusammen mit Hansjörg Weitbrecht, David Marsden, Dieter Sadowski, Jörg Sydow und Franz Traxler, Gründungs-Mitherausgeber der Zeitschrift Industrielle Beziehungen – Zeitschrift für Arbeit, Organisation und Management : The German Journal of Industrial Relations. Er war langjähriger Gutachter der Deutschen Forschungsgemeinschaft für zwei industriesoziologische Schwerpunktprogramme und engagierte sich von 1996 bis 2003 als Mitglied des Vorstands der deutschen Sektion der International Industrial Relations Association (GIRA). Als Mitglied des Gründungsvorstands der Stiftung Bibliothek des Ruhrgebiets in Bochum gehörte er dem Vorstand von 1998 bis 2012 an und war in dieser Zeit Mitherausgeber der Schriften der Stiftung Bibliothek des Ruhrgebiets.
Zudem arbeitete er als Autor unter Pseudonym an der deutschsprachigen Wikipedia mit, was vom ihm via Hans-Böckler-Stiftung auf YouTube selbst dargestellt wurde. Laut Nachruf in Arbeit. Zeitschrift für Arbeitsforschung, Arbeitsgestaltung und Arbeitspolitik machte es ihm Freude, „sich als Anonymus, ohne die Möglichkeit, sich auf externe Reputation zu berufen, in das gewöhnungsbedürftige, mit vielen Fallgruben versehene Kommunikationsklima des Online-Lexikons einzufuchsen“. Er legte als lesenswert oder exzellent ausgezeichnete Wikipedia-Artikel über Themen der Arbeits- und Organisationssoziologie, aber auch Personenartikel zu Theodor W. Adorno und anderen Hauptvertretern der Frankfurter Schule an und war auch Hauptautor des Artikels über Max Weber. Müller-Jentsch beschränkte sich bei seiner Artikelarbeit nicht auf sozialwissenschaftliche Themen. Kunst und Literatur gehörten ebenfalls zu seinen Themenfeldern. Laut Arbeit-Nachruf war ein Überblicksartikel über Johann Wolfgang von Goethe die „Krönung“ seines Wikipedia-Wirkens.
Mit gelegentlichen Veröffentlichungen trat Müller-Jentsch auch als Lyriker hervor. Nach früher politischer Lyrik der 1960er Jahre – publiziert in Peter Hamms Anthologie Aussichten. Junge Lyriker des deutschen Sprachraums – artikulierte sich seine späte Lyrik in einem naturhaft-elegischen Ton.
Müller-Jentsch lebte seit 1993 in Düsseldorf-Kaiserswerth.

## Schriften (Auswahl)

### Bücher
- Gewerkschaften in der Bundesrepublik (mit J. Bergmann und O. Jacobi), 2. Bände 1975 und 1977.
- Soziologie der Industriellen Beziehungen, Campus-Verlag, Frankfurt am Main 2. Aufl. 1997. ISBN 3-593-35705-4.
- Neue Technologien in der Verhandlungsarena. Schweden, Großbritannien und Deutschland im Vergleich (mit H.J. Sperling und I. Weyrather), Hampp, München-Mering 1997
- Industrielle Beziehungen. Daten, Zeitreihen, Trends 1950–1999 (zus. m. Peter Ittermann). Campus-Verlag, Frankfurt am Main 2000, ISBN 3-593-36587-1
- Organisationssoziologie. Eine Einführung, Campus-Verlag, Frankfurt am Main 2003, ISBN 3-593-36792-0.
- Strukturwandel der industriellen Beziehungen. „Industrial citizenship“ zwischen Markt und Regulierung. Verlag für Sozialwissenschaften, Wiesbaden 2007, ISBN 978-3-531-15567-8, ISBN 3-531-15567-9. 2., völlig überarbeitete Auflage: Springer VS, Wiesbaden 2017, ISBN 978-3-658-13727-4.
- Arbeit und Bürgerstatus. Studien zur sozialen und industriellen Demokratie, Verlag für Sozialwissenschaften, Wiesbaden 2008, ISBN 978-3-531-16051-1.
- Die Kunst in der Gesellschaft. Verlag für Sozialwissenschaften, Wiesbaden 2011, ISBN 978-3-531-17694-9.
- Gewerkschaften und Soziale Marktwirtschaft seit 1945. Reclam, Stuttgart 2011, ISBN 978-3-15-018897-2.
- Tarifautonomie. Über die Ordnung des Arbeitsmarktes durch Tarifverträge. Springer SV, Wiesbaden 2018, ISBN 978-3-658-21227-8.
- Mitbestimmung. Arbeitnehmerrechte im Betrieb und Unternehmen. Springer SV, Wiesbaden 2019, ISBN 978-3-658-24173-5.
- Wirtschaftsordnung und Sozialverfassung als mitbestimmte Institutionen. Studien zur sozialen und industriellen Demokratie II. Springer VS, Wiesbaden 2021, ISBN 978-3-658-33969-2.
- Adorno und Andere. Soziologische Exkurse zu Kunst und Literatur. transcript, Bielefeld 2022, ISBN 978-3-8376-6391-4.

### Aufsätze in Zeitschriften und Sammelwerken (Auswahl)
- Vom gewerkschaftlichen Doppelcharakter und seiner theoretischen Auflösung im Neokoporatismus, in: Institut für Sozialforschung (Hrsg.): Gesellschaftliche Arbeit und Rationalisierung, Leviathan, Sonderheft 4/1981, S. 178–200
- Gewerkschaften als intermediäre Organisationen, in: Kölner Zeitschrift für Soziologie und Sozialpsychologie, Sonderheft 24, 1982, S. 408–433.
- Über Produktivkräfte und Bürgerrechte, in: N. Beckenbach/W. van Treeck (Hrsg.): Umbrüche gesellschaftlicher Arbeit, Soziale Welt, Sonderband 9, Göttingen 1994, S. 643–661
- Germany: From Collective Voice to Co-management, in: J. Rogers/W. Streeck (Hrsg.): Works Councils. Consultation, Representation, and Cooperation in Industrial Relations, The University of Chicago Press, Chicago/London 1995, S. 53–78
- Betriebsräte gewinnen Konturen. Ergebnisse einer Betriebsräte-Befragung im Maschinenbau, in: Industrielle Beziehungen, 5. Jg. (1998), H. 4, S. 361–387.
- Wandel der Unternehmens- und Arbeitsorganisation und seine Auswirkungen auf die Interessenbeziehungen zwischen Arbeitgebern und Arbeitnehmern, in: Mitteilungen aus der Arbeitsmarkt und Berufsforschung, 31. Jg. (1998), S. 575–584.
- Akteure, Interessen, Institutionen, in: M. Schmidt/A. Maurer (Hrsg.): Ökonomischer und soziologischer Institutionalismus, Metropolis, Marburg 2003, S. 245–257
- Theoretical Approaches to Industrial Relations, in: B. E. Kaufman (Hrsg.): Theoretical Perspectives on Work and the Employment Relationship, Champaign/Illinois 2004 (Industrial Relations Research Association), S. 1–41
- Serie Geschichte der Mitbestimmung: I. Wie die Gewerkschaften zur Mitbestimmung kamen; II. Die Mitbestimmung für eine neue Wirtschaftsordnung nutzen; III. Passt die Mitbestimmung zur Sozialen Marktwirtschaft. In: Mitbestimmung (Magazin der Hans-Böckler-Stiftung), 2007, Heft 12; 2008, Heft 1/2; 2008, Heft 3
- Der Verein – ein blinder Fleck der Organisationssoziologie, in: Berliner Journal für Soziologie 18. Jg. (2008), H. 3, S. 476–502.
- Mitbestimmung, der verkannte Ordnungsfaktor, in: Frankfurter Allgemeine Zeitung (Seite: Die Ordnung der Wirtschaft) vom 25. September 2009, S. 12.
- Gewerkschaften und Korporatismus: Vom Klassenkampf zur Konfliktpartnerschaft. in: K. C. Führer/J. Mittag/A. Schildt/K. Tenfelde (Hrsg.): Revolution und Arbeiterbewegung in Deutschland 1918–1920, Klartext, Essen 2013, S. 81–96.
- Konfliktpartnerschaft und andere Spielarten industrieller Beziehungen, in: Industrielle Beziehungen, 23. Jg. (2016), S. 518–531.
- Entspricht die Mitbestimmung wirtschaftlichen Bedürfnissen? in: Industrielle Beziehungen. 27. Jg. (2021), H. 4, S. 369–383.
- Sozialphilosophisches Plädoyer für eine demokratieförderliche Arbeit (Besprechungsessay), in: Industrielle Beziehungen. 29. Jg. (2022), Heft 3–4, S. 272–277.
- „Sozialpartnerschaft“ – Evolution und Wandel der industriellen Beziehungen in Deutschland. Ein historischer Abriss, in: Martin Seeliger (Hrsg.): Strukturwandel der Arbeitsgesellschaft. Beltz Juventa, Weinheim 2023, S. 424–446.
- Mitbestimmung als konstitutives Element einer sozialen Marktwirtschaft, in: Stefan Berger/Andrea Hohmeyer (Hrsg.): Betriebsräte in deutschen Unternehmen von der Weimarer Republik bis heute. Böhlau, Köln 2024, S. 247–262

### Aufsätze zur Kunst- und Literatursoziologie
- Künstler und Künstlergruppen. Soziologische Ansichten einer prekären Profession, in: Berliner Journal für Soziologie, 15. Jg. (2005), Heft 2, S. 159–177.
- Das Kunstsystem und seine Organisationen oder Die fragile Autonomie der Kunst, in: Wieland Jäger/Uwe Schimank (Hrsg.): Organisationsgesellschaft. Facetten und Perspektiven, Wiesbaden 2005 (VS Verlag), S. 186–219.
- Exklusivität und Öffentlichkeit. Über Strategien im literarischen Feld, in: Zeitschrift für Soziologie, 36. Jg. (2007), Heft 3, S. 219–241.
- Vom Gegenbild zum Vorbild. Der Künstler im Widerstreit soziologischer Diskurse, in: Soziologische Revue, 35. Jg. (2012), Heft 3, S. 276–284.
- Kunstkritik als literarische Gattung. Gesellschaftliche Bedingungen ihrer Entstehung, Entfaltung und Krise, in: Berliner Journal für Soziologie, 22. Jg. (2012), Heft 4, S. 539–568.
- Der Künstler als Kippfigur – Artisten in der modernen Arbeitswelt?, in: Leviathan, 44. Jg. (2016), Heft 3, S. 476–481.
- Theodor W. Adorno (1903–1969). Kunstsoziologie zwischen Negativität und Versöhnung. In: Christian Steuerwald (Hrsg.): Klassiker der Soziologie der Künste. Wiesbaden 2017 (Springer VS), S. 351–380.
- Eine bemerkenswerte Übereinstimmung: Max Weber und Theodor W. Adorno zu gesellschaftlicher und ästhetischer Rationalität, in: Berliner Journal für Soziologie, 27. Jg. (2017), Heft 2, S. 293–301.
- Le Tour des artistes. Warum Künstler sich in Gruppen zusammenschließen, in: Simon Fietze / Doris Holtmann / Florian Schramm (Hrsg.): Zwischen Provinzen und Metropolen. Stationen einer sozioökonomischen Reise. Festschrift für Wenzel Matiaske, Augsburg-München 2018 (Hampp), S. 267–271.
- Adornos ambivalente Heine-Rezeption. in: Heinrich-Heine-Gesellschaft (Hrsg.): Heine-Jahrbuch 2019. Stuttgart-Weimar (Metzler) 2019, S. 93–99.
- Erinnerungsblatt: Wie Rolf Haufs als junger Lyriker im literarischen Feld debütierte. In: Sprache im technischen Zeitalter, Heft 246, Juni 2023, S. 300–304.

## Herausgeberschaften
- (mit Otto Jacobi und Eberhard Schmidt): Gewerkschaften und Klassenkampf. Kritisches Jahrbuch (Fischer Verlag: 1972–1975); Kritisches Gewerkschaftsjahrbuch (Rotbuch Verlag 1977–1983).
- Zukunft der Gewerkschaften. Ein internationaler Vergleich. Campus Verlag, Frankfurt am Main 1988
- Schriftenreihe Industrielle Beziehungen, bisher 18 Bände.[15] Hampp Verlag, München/Mering 1990 ff.
- Profitable Ethik – effiziente Kultur. Neue Sinnstiftungen durch das Management? Hampp Verlag, München/Mering 1993, ISBN 3-87988-048-4.
- Konfliktpartnerschaft. Akteure und Institutionen industrieller Beziehungen. Hampp Verlag, München/Mering 1999 (3. Aufl.), ISBN 3-87988-358-0.
- The Changing Contours of German Industrial Relations. Edited by Walther Müller-Jentsch and Hansjörg Weitbrecht on behalf of the German Industrial Relations Association, Hampp Verlag, München/Mering 2003, ISBN 3-87988-739-X.

## Youtube
- 50 Jahre Reform des Betriebsverfassungsgesetzes – Walther Müller-Jentsch | Frühjahrsempfang 2022 (youtube.com)